# Lazy Lester
Leslie Johnson (20 juin 1933 - 22 août 2018 ), mieux connu sous le nom de Lazy Lester, est un musicien de blues américain qui chante, joue de l'harmonica et de la guitare. Au cours d'une carrière s'étendant des années 1950 à 2018, il a été un pionnier du swamp blues  et a également joué du blues harmonica, du rythme and blues et du blues de Louisiane.
Mieux connu pour ses succès régionaux enregistrés avec les Excello Records d'Ernie Young, basé à Nashville, Lester a également contribué aux morceaux enregistrés par d'autres artistes Excello, notamment Slim Harpo, Lightnin' Slim et Katie Webster . Des reprises de ses chansons ont été enregistrées par (entre autres) les Kinks, les Flamin' Groovies, Freddy Fender, Dwight Yoakam, Dave Edmunds, Raful Neal, Anson Funderburgh et les Fabulous Thunderbirds . Après son comeback (depuis la fin des années 1980), il enregistre de nouveaux albums grâce à Mike Buck, Sue Foley, Gene Taylor, Kenny Neal, Lucky Peterson et Jimmie Vaughan.

## Biographie
Leslie Johnson , a commencé à jouer de la guitare vers l'âge de 11 ans et à se produire à l'adolescence autour de Baton Rouge avec Raful Neal, co-fondant plus tard les Rhythm Rockers. Au milieu des années 1950, Lester était en marge de la scène blues de Louisiane. Selon Rolling Stone (février 2006), Buddy Guy, avant de déménager à Chicago, jouait en Louisiane avec certains des grands maîtres : Lightnin' Hopkins, Lazy Lester, Slim Harpo. Lorsque Buddy Guy part pour Chicago, en 1957, Lester le remplace, à la guitare, dans un groupe local – même si, à cette époque, Lester ne possède pas un tel instrument.
La carrière de Lester décolle lorsqu'il rencontre Lightnin' Slim dans un bus transportant Slim à une session d'enregistrement Excello. Au studio, l'harmoniciste prévu ne se présente pas. Slim et Lester passent l'après-midi à essayer en vain de le retrouver, lorsque Lester se propose de le remplacer. Le travail de Lester lors de cette première session Lightnin' Slim conduit le producteur Jay Miller à enregistrer Lester en tant qu'artiste solo et également à l'utiliser comme multi-instrumentiste aux percussions, à la guitare, à la basse et à l'harmonica dans des sessions dirigées par d'autres artistes dont les enregistrements sont produits par lui, dont notamment Slim Harpo. Les « percussions » lors de ces sessions allaient au-delà de la batterie traditionnelle et incluaient un journal enroulé frappant une boîte en carton. Miller a surnommé Lester « Lazy Lester » en raison de son style laconique et décontracté.
Plus que ses prestations vocales, on se souvient surtout de Lester pour ses chansons qui ont ensuite été reprises par un large éventail de stars du rock, de la country, du blues et du Tex-Mex, principalement "I'm a Lover Not a Fighter", "I Hear You". Knockin'" et "Sugar Coated Love".
Lester a déclaré qu'il avait écrit ces chansons, mais presque toutes sont attribuées à Jay Miller ou à Lester et Jay Miller. Lester a également déclaré qu'il avait reçu peu de royalties, ce qui l'avait aigri et l'avait rendu critique à l'égard de l'industrie musicale. À la fin des années 1960, il abandonne la musique , travaillant manuellement et s’adonnant à son passe-temps favori : la pêche. Lester déménage finalement à Pontiac, Michigan, vivant avec la sœur de Slim Harpo.
En 1971, Fred Reif organise un concert de Lightnin' Slim au Festival Folk de l'Université de Chicago, et amène Lester de Louisiane pour l'accompagner. Quelques semaines après cette représentation, Lester est de retour en Louisiane. Des années plus tard, Reif orchestre son comeback.
Lester a enregistré et joué aux États-Unis et à l'étranger, accompagné par des groupes de blues, dont, fréquemment, Loaded Dice.

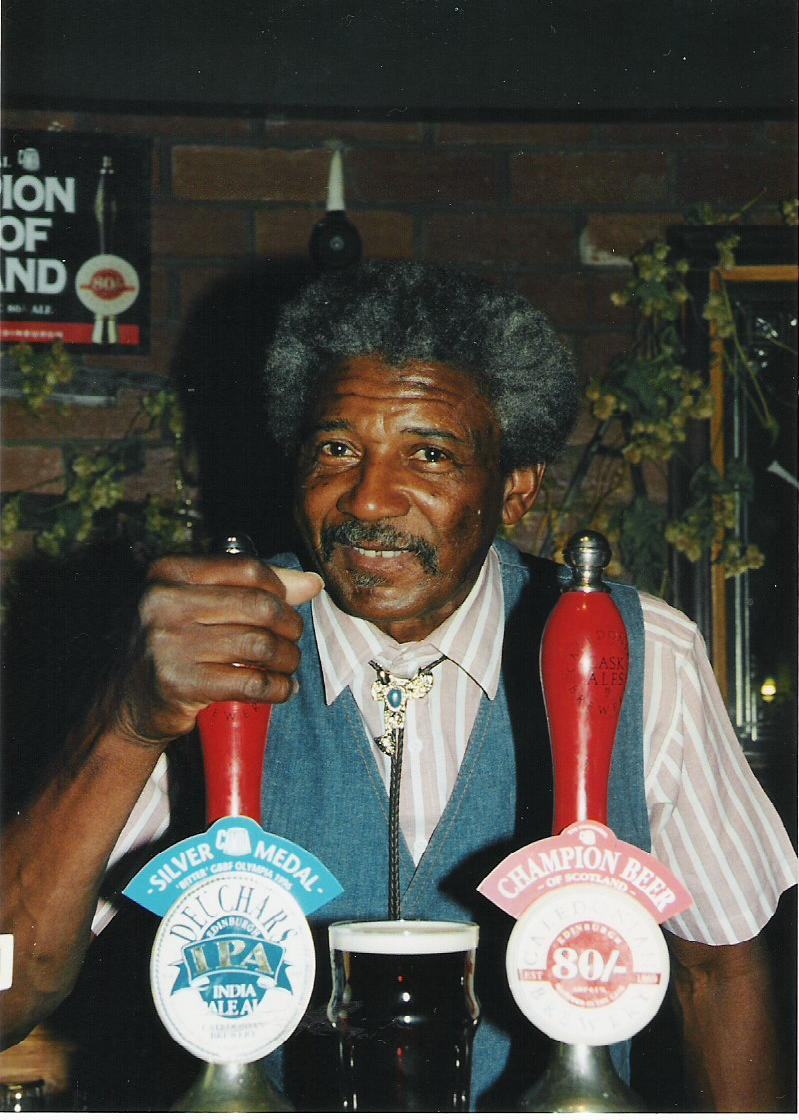
Lester en 1997

Les enregistrements de Lester au cours de cette période se font sur les labels de blues Alligator et Telarc, à côté de sorties en Europe (principalement sur le label britannique Flyright Records ).
En septembre 2002, la Boston Blues Society lui décerne un Lifetime Achievement Award[réf. nécessaire].
En 2003, Martin Scorsese inclut Lester dans son concert hommage au blues au Radio City Music Hall, dont un disque et un film sous le nom Lightning in A Bottle . La photo de groupe à l'intérieur de l'album représentait Lester souriant, au milieu de ses pairs et de sa progéniture musicale, dont BB King, Solomon Burke, Clarence "Gatemouth" Brown, Buddy Guy, Levon Helm, Chuck D, les Neville Brothers, le Dr John, John Fogerty. et Aerosmith.
Lester vit alors à Paradise, en Californie, avec sa petite amie  et apparaît dans le film documentaire de 2015 I Am the Blues.
Lester continue à se produire à l'échelle nationale et à l'étranger jusqu'en 2018, retournant souvent en Louisiane où il partage régulièrement la scène avec Lil' Buck Sinegal, Carol Fran et Kenny Neal. La même année, il apparaît et joue dans une publicité télévisée diffusée à l'échelle nationale pour Geico Insurance.
Lester décède d'un cancer le 22 août 2018, à l'âge de 85 ans 

## Discographie sélective
- True Blues – 1967, Excello
- Lazy Lester Rides Again – 1987, King Snake
- Harp & Soul – 1988, Alligator (avec Lucky Peterson, Kenny Neal)
- Lazy Lester – 1989, Flyright (France) (prises inédites de sessions d'Excello datant des années 1960)
- I'm a Lover Not a Fighter – 1994, Excello/Ace
- I Hear You Knockin' – 1994, Excello/AVI
- All Over You – 1998, Antone's (recorded 1997 – avec Derek O'Brien, Sue Foley, Sarah Brown)
- Lazy Lester – 2000, (6-song audiophile 12" EP), APO (enregistré  les 12–13 octobre – avec Henry Gray, Jimmy D. Lane)
- Superharps II – 2001, Telarc (co-billed with Carey Bell, Raful Neal, Snooky Pryor)
- Blues Stop Knockin'  – 2001, Antone's (avec Jimmie Vaughan)
- Blues On My Radio – 2004, SWMAF (avec Louisiana Red)
- Family Meeting – 2008, Ruf – double album by Wentus Blues Band
- One More Once – 2010, Karonte/Cambaya (Produced by Mike Vernon)
- You Better Listen – 2011, Bluestown (recorded in Notodden, Norway)
- "New Orleans" (avec Maurice 'Big Mo' Huffman) sur l'album de Huffman Torn – 2011[12],[13]

## Voir également
- Harmonica diatonique simple
- Liste de musiciens de blues par style
- Liste des musiciens de swamp blues
- Festival de Blues de San Francisco
- The Southern Legends Entertainment & Performing Arts Hall of Fame